# 1991 VG

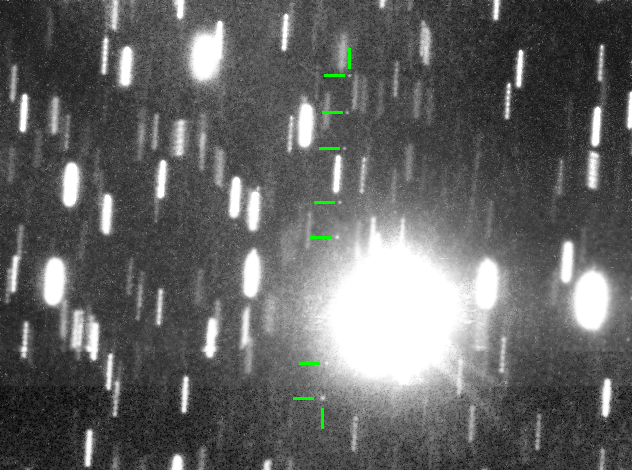
Ảnh chụp tiểu hành tinh Apollo 1991 VG. Đường màu xanh trong hình là đường đi của 1991 VG.

1991 VG là một vật thể gần Trái Đất rất nhỏ thuộc nhóm Apollo, đường kính khoảng 51-12 mét. Nó được quan sát lần đầu tiên bởi nhà thiên văn học người Mỹ James Scotti vào ngày 6 tháng 11 năm 1991, sử dụng kính viễn vọng Spacewatch trên Đài quan sát quốc gia Kitt Peak gần Tucson, Arizona, Hoa Kỳ.

## Quỹ đạo giống Trái Đất
Vào ngày 6 tháng 11 năm 1991, Scotti đã phát hiện ra một vật thể mờ được chỉ định là 1991 VG ngay sau khi phát hiện ra. Quỹ đạo nhật tâm của vật thể được tìm thấy rất giống với quỹ đạo của Trái Đất và người ta tính toán rằng nó sẽ tiến gần đến Trái Đất trong tháng sau khi phát hiện ở khoảng cách 1,2 âm lịch hoặc 0,003 AU (450.000 km; 280.000 dặm) vào ngày 5 tháng 12 năm 1991.  1991 VG cũng đã vượt qua 0,0568 AU từ Trái Đất vào ngày 7 tháng 8 năm 2017. Với quỹ đạo giống Trái Đất như vậy, thời gian sống động của một vật thể đó tương đối ngắn với vật thể nhanh chóng tác động đến Trái Đất hoặc bị Trái Đất làm nhiễu loạn trên một quỹ đạo khác. Sự giống nhau của quỹ đạo của nó với Trái Đất cũng rất khó giải thích từ các nguồn tự nhiên, với ejecta từ tác động Mặt trăng gần đây hoặc các nhiễu loạn không hấp dẫn như hiệu ứng Yarkovsky đã được đề xuất. Tiểu hành tinh Troia của Trái Đất đầu tiên, 2010 TK7, sau đó đã được xác định và các đối tượng như vậy cũng có thể là nguồn cho các đối tượng như 1991 VG. Tiểu hành tinh gần Trái Đất này là một quỹ đạo tạm thời của kiểu móng ngựa trong quá khứ và nó sẽ trở lại như vậy trong tương lai; nó là một vệ tinh tự nhiên của hành tinh chúng ta trong khoảng một tháng trở lại năm 1992. Việc bắt giữ tạm thời này có thể đã diễn ra nhiều lần trong quá khứ và dự kiến sẽ lặp lại một lần nữa trong tương lai. Nó có độ lệch tâm nhỏ hơn 1 so với Trái Đất từ ngày 23 tháng 2 đến ngày 21 tháng 3 năm 1992.

## Chiều dài
Đây là một tiểu hành tinh có kích thước rất nhỏ, với đường kính chỉ khoảng từ 5 đến 12 mét.